# 豊田運輸区
豊田運輸区（とよだうんゆく）は、東京都日野市にかつて存在した、東日本旅客鉄道（JR東日本）八王子支社の車掌・運転士が所属する組織である。三鷹車掌区、三鷹電車区・武蔵小金井電車区・豊田電車区の乗務員を引き継ぐ形で設置された。2024年3月15日限りで廃止し、現在は豊田統括センター（運輸）。

## 乗務範囲

### 運転士
- 中央本線：東京～大月間（御茶ノ水〜三鷹間は急行線のみ担当。また、211系で運転される普通列車は担当しない）
- 山手貨物線：新宿〜大崎間（臨時列車のみ）
- 特急列車：あずさ（1本のみ東京〜新宿間を担当）、富士回遊（E257系500・5500番台で運転される臨時列車のみ）

### 車掌
- 中央本線：東京～大月間（御茶ノ水〜三鷹間は急行線のみ担当。また、211系で運転される普通列車は担当しない）

### 車掌の特急乗務について
かつて、臨時列車でのみ特急列車に乗務していたが、現在は定期・臨時とも特急列車は担当しない。

### 緩行線乗務について
発足以来、運転士・車掌とも早朝・深夜帯は御茶ノ水〜三鷹間の緩行線（東京駅直通列車）に乗務していた。しかし、2020年3月14日のダイヤ改正で、中央線の運行形態が変更（終日快速運転を実施）となったため、緩行線の乗務は異常時を含み担当しないこととなった。

## 歴史
- 2007年10月13日　発足
- 2024年3月16日　八王子営業統括センターの一部（豊田、日野の各駅）と統合し、豊田統括センター発足。当区は廃止。

| スタブアイコン | サブスタブ | この項目は、まだ閲覧者の調べものの参照としては役立たない、鉄道に関連した書きかけの項目です。この項目を加筆・訂正などしてくださる協力者を求めています（P:鉄道/PJ:鉄道）。 |